# Hugo Krayenbühl
Hugo Krayenbühl (Zihlschlacht-Sitterdorf, 3 dicembre 1902 – Zurigo, 9 dicembre 1985) è stato un medico svizzero specializzato in neurochirurgia.

## Biografia

### Gli anni della formazione medica
Figlio di un medico, seguì  le orme paterne studiando all'università di San Gallo, successivamente partecipando ai corsi presso le università di Ginevra, quella tedesca di Kiel, la francese Sorbonne di Parigi e infine Zurigo, laureandosi presso questa università nel 1928, con la tesi: "Beitrag zur Kenntnis der Ewing'schen Knochensarkome" ("contributo alla conoscenza dei sarcomi ossei di Ewing").
Importanti furono gli anni dal 1934 al 1936 passati nel Regno Unito  sotto la supervisione del medico Sir Hugh Cairns (1896-1952), neurochirurgo australiano che operò in Inghilterra, specializzato nella tecnica operatoria denominata di Harvey-Cushing (di cui fu allievo) apprendendo tutte le tecniche operatorie e le soluzioni che questo sistema rappresentava. Krayenbühl resterà sempre molto unito al mondo chirurgico britannico. Conseguì la specializzazione in neurologia  presso l'università Charité di Berlino, sotto la guida del professor Karl Bonhoeffer (1868-1948), il padre dell'oppositore al nazismo, il pastore luterano Dietrich, poi si specializzò anche in psichiatria nella Clinica Universitaria Psichiatrica Burghözli di Zurigo, fondata nel 1870, rinomata in tutto il mondo per formazione scientifica.  Vi insegnò anche Carl Gustav Jung che ricevette la visita di Sigmund Freud a insaputa del primario Eugen Bleuler.

### La lotta ai tumori cerebrali
Una patologia che portava alla sconfitta del campo medico e di quasi impossibile trattamento erano, prima degli anni sessanta del XX secolo, i tumori cerebrali. Queste patologie all'epoca considerate di inaudita gravità, con diagnosi infausta, avevano la certezza della morte del paziente sia per l'inoperabilità che per la mancanza di alternative farmacologiche e radioterapiche. Questo fatto fu uno dei principali oggetti di studio da parte di Krayenbühl e del suo team anche se mancando la divisione neurochirurgica autonoma lui era inserito ancora per un periodo piuttosto lungo presso la chirurgia generale zurighese.
Dopo aver partecipato a numerosi corsi di formazione e aggiornamento in Inghilterra e Germania, nel 1936 tornò in patria, a Zurigo, sempre inserito nella clinica generale di chirurgia, ma determinato, grazie alle sue conoscenze  scientifiche a creare una divisione considerata assolutamente nuova all'epoca: la neurochirurgia, lo studio del cervello e le sue patologie comprendenti la sua naturale estensione del tronco encefalico con cui è strettamente correlato. E lo studio delle patologie riguardanti la gradazione dei tumori del sistema nervoso centrale,  la classificazione dei tumori del sistema nervoso centrale, il tumore cerebrale, il papilloma del plesso coroideo. 
Il 6 luglio 1937 si diede il via libera all'inizio della moderna e neonata neurochirurgia svizzera, organizzata e diretta da Krayenbühl stesso

### L'anno 1939: sviluppo della neurochirurgia svizzera
Nel 1939 riuscì nell'impresa: finalmente ottenne il riconoscimento e il finanziamento dal mondo universitario zurighese per inaugurare un ingrandimento della divisione autonoma neurochirurgica. Questa data rappresentò la nascita della scuola neurochirurgica svizzera e della formazione dei medici che si pose nell'eccellenza mondiale.
Il Canton Zurigo offrì gli alloggi necessari sotto il diretto controllo (come scritto nello statuto del cantone) del medico Krayenbühl con la disponibilità  del "tavolo operatorio, dell'illuminazione, degli strumenti e la necessaria unità radiologica affiancante la sala operatoria". 
Anche se il primo intervento chirurgico ebbe luogo, in periodo precedente, il 13 luglio 1936. L'alto grado di efficienza con standard elevati e risultato brillanti fecero di Krayenbühl il principale e più noto neurochirurgo della Svizzera. Nel 1939 la Clinica fu ufficialmente riconosciuta come unità indipendente e nel 1948 il Professor Krayenbühl ottenne la prima cattedra di neurochirurgia in Svizzera dall'Università di Zurigo.
Nel 1948 gli venne conferita la carica di medico primario e docente universitario divenendo il capo supremo dell'intero staff medico della divisione. Come fondatore della neurochirurgia svizzera brillò subito per disciplina, profonda conoscenza della materia ma soprattutto per la capacità didattica che fortunatamente trasmise a generazioni di nuovi medici svizzeri e stranieri. Fu anche stimato per gli alti standard morali e deontologici che il suo alto ruolo imponeva in vista alle gravi e pesanti responsabilità che un simile incarico comporta che è  mirata alla sopravvivenza dei pazienti. Krayenbühl capì subito che la sua disciplina scientifica doveva espandersi con la collaborazione internazionale anche per recepire e scambiare gli arricchimenti culturali, quindi assolutamente aperta a tutto il mondo.
Come neo-presidente della "the Société de Neurochirurgie de Langue Française" organizzò il primo congresso internazionale rivolto ai medici neurochirurghi mondiali a Zurigo (dal 16 al 19 luglio 1959) e fu fra i fondatori, nel 1971, a Praga - esempio di come la scienza abbatté le frontiere politiche est-ovest - della "European Association of Neurological surgery" (poi si userà  il termine "neurosurgery") il cui principale scopo era (e sarà) di "promuovere interscambi scientifici e di esperimenti fra le scuole mediche associate".

### Gli anni dal 1935 e la lobotomia
Ci fu il drammatico caso riguardante un certo "Walter S". (1926-2003), vittima della orribile ed inutile pratica della lobotomia, a lui praticata due volte, a distanza di anni. L'intervento era purtroppo popolare dalla metà degli anni '30 agli anni '50 del XX secolo nelle cliniche neurologiche svizzere, come in altre parti del mondo (la sorella del presidente americano JFK, Rosemary Kennedy fu sottoposta, in patria,  allo stesso intervento per volere di suo padre). A Walter S. gli fu fatta pure la castrazione chimica, oltre che le sedute con scosse elettriche (in uso nella psichiatria mondiale del periodo, battaglia contro cui, in seguito, lo psichiatra veneziano Basaglia si scagliò) e le alte dosi di psicofarmaci in sperimentazione. Tutte le pratiche di rivelarono inutili, se non il fatto che restava come intorpidito, nella totale assenza di reazione.
Sono emersi i documenti e i verbali giudiziari che sono custoditi nell'archivio di stato a Zurigo. Quello che viene definito caso "Walter S." riguardava un uomo dalla vita distrutta, poi rimasto vittima di sé  stesso, ricoverato in un  reparto di psichiatria a vita, accusato di un omicidio d'inaudita ferocia, che viveva con la sua famiglia, ad Albisbrunn, cantone di Zurigo con il padre titolare di una avviata attività  di forniture idrauliche, dopo, con un simile destino, ridotta al lastrico e sprofondata nella vergogna Già bambino estremamente "difficile" distruggeva mobili e qualsiasi cosa gli capitasse a tiro, tagliava tutto con le forbici, lanciava pietre alle persone. Fu cacciato dall'orfanotrofio, dichiarato schizofrenico quindi fu  isolato dalla sua famiglia, rinchiuso e isolato. Fu poi accusato di un "omicidio sessuale bestiale" nei confronti di un bimbo undicenne, anch'egli ricoverato nella struttura psichiatrica perché vittima di abusi proveniente da una famiglia estremamente "difficile" e considerato "mentalmente sottosviluppato". Walter S. all'epoca era 21.enne. L'omicida usò un ascia e lo fini a coltellate. Questo crimine gli chiuderà per sempre ogni contatto col mondo esterno, restando confinato e ricoverato nella clinica Breitenau di Sciaffusa, lui stesso, in qualche momento di lucidità, richiese l'intervento di lobotomia, quando gli fu illustrata la soluzione, nella speranza di uscire dal suo stato mentale. Queste pratiche, derivate dalla scuola psichiatrica americana, furono eseguite in circa 1000 casi in Svizzera fra il 1945 e il 1975. Fu proprio Hugo Krayenbühl ad eseguire due interventi nei confronti di Walter S. (autorizzato dalla magistratura svizzera) nel 1950 e 1956. Pratica che abbandonerà subito visto l'intervento più demolitivo che curativo verso la "sostanza bianca" interna.

### La rimozione degli aneurismi
Dal 1941 Hugo Krayenbühl si dedicò alle tecniche per la rimozione degli aneurismi cerebrali, una patologia causata da un ingrossamento di una arteria per un "ingolfamento", un grumo di sangue che blocca lo scorrimento arterioso. All'epoca questa patologia era altamente mortale, rischiosa per intervento e quasi sempre fatale. Il suo volume sulle tecniche operatorie per la rimozione farà l'ingresso nella società scientifica mondiale come studio di eccellenza. Altri studi negli anni a seguire riguarderanno le vene e arterie cerebrali, gli spasmi o meglio le clonie midollari e i miocloni, la trombosi cerebrale, il trattamento delle carotidi, che svolgono la funzione primaria di portare l'afflusso del sangue dal cuore al cervello. Il suo trattato scientifico "The Cerebral Angiography" del 1965 , tradotto in italiano nel 1967, rappresenterà una pietra miliare. Fu pubblicato insieme a quello che rimane il suo più brillante allievo, un emigrato di origine turca in Svizzera, considerato fra i più grandi e brillanti neurochirurghi al mondo, che formerà anche lui in seguito generazioni di medici di tutto il mondo: Gazi Yaşargil.

## La collaborazione con l'allievo Mahmut Gazi Yaşargil dal 1953
Nel 1953 proveniente dalle scuole di specializzazione di Berna e Basilea (dove si laureò in medicina nel 1950) arrivò  come giovane allievo neurochirurgo Gazi Yaşargil, (allora in formazione come specializzando: "assistente in formazione"), nato nel 1925, originario della provincia turca di Diyarbakir
e morto a poche settimane dal compiere 100 anni, nel cantone di Zurigo, restando lucidissimo fino all'ultimo ancora impegnato nelle consulenze e conferenze video. È da questa data che iniziò una fruttuosa collaborazione con il suo maestro e formatore Hugo Krayenbühl, inizialmente entrambi concentrati sulla microchirurgia degli aneurismi, con le continue evoluzioni delle tecniche operatorie grazie agli studi e alle ricerche. Gazi Yaşargil si dimostrerà il suo più brillante allievo divenendo una figura di eccezionali capacità tanto da essere annoverato fra i più grandi neurochirurghi mondiali della sua epoca anche per i brevetti e sistemi operatori da lui inventati.
Zurigo divenne come uno dei più importanti centri medici neurochirurgici d'eccellenza assoluta del mondo con pazienti di ogni nazionalità nella speranza di cure ai quali, ovviamente, si aggiunsero i medici specializzati per aggiornarsi. Nel dicembre del 1965 vi fu operato anche il celebre medico italiano Achille Mario Dogliotti colpito da un glioblastoma che, purtroppo, non riuscirono a sconfiggere.
Anche Hugo Krayenbühl, il maestro di Yaşargil, è annoverato (come lo diverrà il suo successore) fra i più grandi neurochirurghi della sua epoca, con una ulteriore specializzazione in psichiatria. 
Nel 1966, la clinica neurochirurgica diretta da Krayenbühl contava 76 posti letto, tra 1.800 e 1.900 ricoveri all'anno e 16 assistenti clinici. Il 23 maggio 1966 fu segnato un record: vi ebbe luogo la ventimillesima operazione.
Nel  1972 Krayenbühl si ritirò in pensione, lasciando un reparto da 73 posti letto con un team di 16 neurochirurghi che avevano in cura circa 2.000 pazienti all'anno. Yaşargil divenne il nuovo primario del reparto, ma la consulenza attiva con il maestro continuò ancora fino agli anni 80.

## La "SNG": Società Neurologica Svizzera
La Società Svizzera di Neurologia (SNG) fu fondata  il 15 novembre 1908 a Olten e costituita ufficialmente il 13 marzo 1909 a Berna. Disciplina ancora nuova e poco esplorata fu sviluppata a partire dal 1930 perché prima non esisteva come specializzazione medica.  Dal 1950 venne  creato il primo dipartimento universitario a cui seguirono altri, dislocati sul territorio elvetico. Nel 2018, data del 110º anno della fondazione, furono presentate le biografie dei 42 presidenti fra i quali spiccano per prestigio i nomi di Constantin von Monakow (1853-1930), Mieczyslaw Minkowski (1884-1972), suo allievo, assistente dal 1911 divenuto professore titolare nel 1926; Robert Bing (1878-1956), Marco Mumenthaler (1925-2016).
Altri nomi di prestigio dei tempi della fondazione furono il presidente SNG (periodo 1910-1916) Paul Charles Dubois (1848-1918), Paul-Louis Ladame (1842-1919), Robert Bing  (1878-1956), Louis Schnyder (1868-1927), Otto Veraguth (1870-1944), Emil Villiger 1870-1931), Gustav Wolff (1878-1956).
Dal 1956 al 1959 fu nominato presidente Hugo Krayenbühl.
Lo scopo principale della SNG era che l'anatomia e la fisiologia insieme alla psichiatria e alla più giovane disciplina della psicologia (senza trascurare la chirurgia) dovevano collaborare con la neurologia con lo scambio di esperienze e informazioni fra medici per il progresso della scienza
e il rafforzamento della rappresentazione universitaria  della facoltà neurologica. 
Le reazioni: favorevoli e contrari
La fondazione svizzera fu incoraggiata dalla nascita di quella degli Stati Uniti d'America (fondata nel 1875), del Belgio (1896), della Germania (1907) e anche dell'Italia (1907). 
Stranamente vi furono reazioni negative alla nascita della società neurologica quali gli internisti Hermann Sahli (1856-1933), Louis Michaud (1880-1956) e Auguste Forel di Zurigo (1848-1931).
All'opposto fra i sostenitori ci furono 
Eugen Bleuler e Otto Naegeli (1871-1938).
Si faticò di più per arrivare al riconoscimento dei curricula post-laurea di specializzazione neurologica non essendo prima stata riconosciuta questa specialità medica. Nel 2008 in occasione del centenario venne pubblicato un libro commemorativo, dopo dieci anni le biografie degli illustri componenti che arricchirono la medicina europea. In particolare Constantin von Monakow è da tutti ritenuto il padre della neurologia svizzera, presidente dal 1909 al 1910.
Come sopracitato, Hugo Krayenbühl fu presidente della SNG nel periodo dal 1956 al 1959.

## Vita privata
Sposato dal 1933 con la dottoressa Elsa Gross (1904-1984), medico chirurgo, erano genitori di una figlia e tre figli. Uno dei figli, Niklaus ha seguito le orme del padre divenendo medico primario neurochirurgo infantile presso l'unità di alta specializzazione della clinica universitaria pediatrica di Zurigo per la cura dell'epilessia.
Elsa Gross in particolare oltre la medicina coltivava insieme al marito Hugo la passione per la musica, per l'arte moderna e la scultura. La personalità  eclettica del marito, la non comune intelligenza unita alla capacità di ascolto ed insegnamento gli attribuirono numerosi premi e riconoscimenti da annoverarlo fra le più grandi personalità del suo campo. Divenne di diritto membro (anche onorario) di numerose società neurologiche e neurochirurgiche europee e americane. Fu attivo, anche come organizzatore, per fare progredire il suo campo scientifico nel ruolo di presidente del Primo Congresso Europeo di Neurochirurgia che si tenne a Zurigo nel 1959. 
Già nel 1966, in piena maturità, dopo moltissimi interventi chirurgici, Krayenbühl pianificò nuove idee pensando con lungimiranza al futuro della sua clinica e dell'Università, sapendo che il suo allievo, che si dimostrerà fra i più grandi neurochirurghi degli anni a cavallo del XX e XXI secolo, Gazi Yaşargil, l'avrebbe  portata a un livello assoluto di eccellenza mondiale.Il Dott. Hugo Krayenbühl morì nel 1985. 

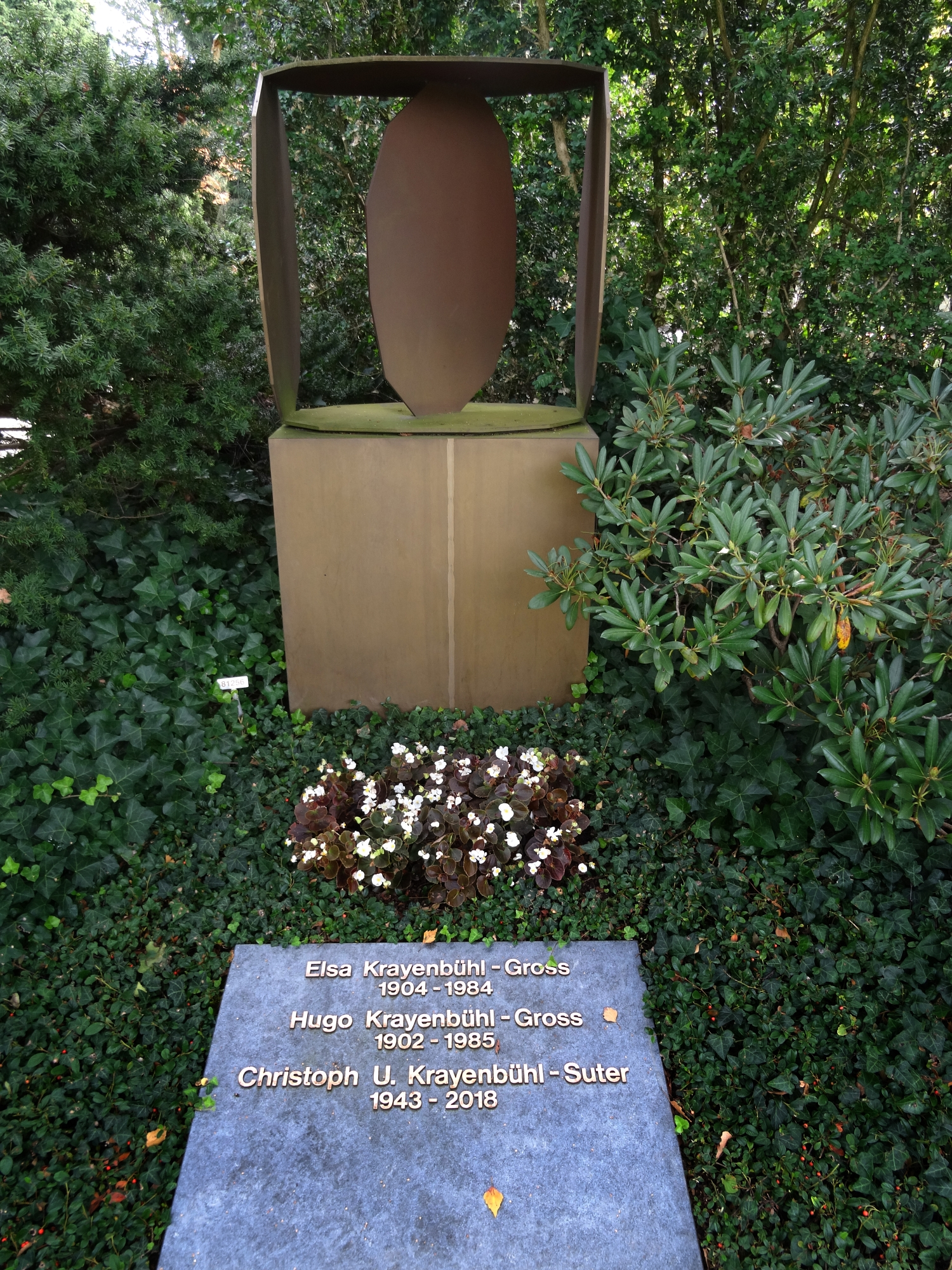
La tomba dei coniugi Krayenbühl-Gross al cimitero di Zollikon, cantone di Zurigo

È sepolto con la moglie al cimitero Enzenbühl di Zollikon, località sul lago di Zurigo.

## Opere
La vasta pubblicistica medico-scientifica del primario Hugo Krayenbühl conta ben 180 volumi di trattati e 150 scritti scientifici.
Alcuni dei principali sono:
- Hugo Krayenbühl, Gazi Yaşargil

"Cerebral Angiography"
1963
- "Die Dynamik und Kontraktilität des linken Ventrikels"

Krayenbühl, Hanspeter.
Basel, New York, Karger; 1969
Library Catalog ; MMS ID 99689813406676
- Hugo Krayenbühl, Gazi Yaşargil, Cerebral Angiography con Peter Huber, Thieme Editoren
- Hugo Krayenbühl

Advances and Technical Standards in Neurosurgery: 017 (anno 1990) e 022 (anno 1995)
Springer-Verlag , 1995
- "Pain - Its Neurosurgical Management: Part I: Procedures on Primary Afferent Neurons" Krayenbühl con Paolo Emilio Maspes (1906-1989) Di Milano e William Herbert Sweet (1910-2001) di Boston; 1977,